# Олд-Фіг-Гарден (Каліфорнія)
Олд-Фіг-Гарден (англ. Old Fig Garden) — переписна місцевість (CDP) в США, в окрузі Фресно штату Каліфорнія. Населення — 5477 осіб (2020).

## Географія
Олд-Фіг-Гарден розташований за координатами 36°47′56″ пн. ш. 119°48′19″ зх. д. / 36.79889° пн. ш. 119.80528° зх. д. (36.798850, -119.805153).  За даними Бюро перепису населення США в 2010 році переписна місцевість мала площу 4,28 км², уся площа — суходіл.

## Демографія
Згідно з переписом 2010 року, у переписній місцевості мешкало 5365 осіб у 2121 домогосподарстві у складі 1389 родин. Густота населення становила 1254 особи/км².  Було 2266 помешкань (530/км²).
Расовий склад населення:
| - 74,6 % — білих - 3,9 % — азіатів - 2,0 % — чорних або афроамериканців - 1,0 % — корінних американців - 0,2 % — вихідців з тихоокеанських островів - 13,7 % — осіб інших рас |

До двох чи більше рас належало 4,7 %. Частка іспаномовних становила 28,6 % від усіх жителів.
За віковим діапазоном населення розподілялося таким чином: 21,9 % — особи молодші 18 років, 60,9 % — особи у віці 18—64 років, 17,2 % — особи у віці 65 років та старші. Медіана віку мешканця становила 44,7 року. На 100 осіб жіночої статі у переписній місцевості припадало 96,2 чоловіків;  на 100 жінок у віці від 18 років та старших — 92,7 чоловіків також старших 18 років.
Середній дохід на одне домашнє господарство  становив 94 385 доларів США (медіана — 59 844), а середній дохід на одну сім'ю — 110 821 долар (медіана — 71 304). Медіана доходів становила 50 455 доларів для чоловіків та 42 202 долари для жінок. За межею бідності перебувало 22,5 % осіб, у тому числі 33,9 % дітей у віці до 18 років та 9,5 % осіб у віці 65 років та старших.
Цивільне працевлаштоване населення становило 2367 осіб. Основні галузі зайнятості: освіта, охорона здоров'я та соціальна допомога — 29,3 %, науковці, спеціалісти, менеджери — 17,3 %, роздрібна торгівля — 12,3 %, будівництво — 8,1 %.